# Christian Ferras
Christian Ferras (Le Touquet, 17 de junio de 1933 - París, 14 de septiembre de 1982) fue un violinista francés.
Ferras empezó a estudiar violín con su padre, alumno de Marcel Chailley. Entró en el Conservatorio de Niza en 1941, como estudiante de Charles Bistesi, antiguo alumno de Eugène Ysaÿe, y dos años después obtuvo el primer premio de violín. En 1944 se trasladó al Conservatorio de París. En 1946 ganó el primer premio en las disciplinas de violín y música de cámara, y comenzó a dar conciertos con la orquesta Pasdeloup y el director Arbert Woff (después Paul Paray). Trabajó con el violinista y compositor rumano George Enescu. 
En 1948 ganó el primer premio en el concurso internacional de Scheveningen, en cuyo jurado estaba Yehudi Menuhin. El 16 de noviembre de ese año estrenó la sonata para violín solo de Arthur Honegger en la sala Gaveau. En 1949, Ferras ganó el segundo premio (el primero quedó desierto) en el concurso internacional Long-Thibaud. Allí conoció a Pierre Barbizet, con el que formó un dúo. En 1950 grabó varias obras de Bach con Jean-Pierre Rampal y George Enescu. En este punto de su carrera fue invitado por Karl Böhm para tocar con la Filarmónica de Viena en 1951. 
Christian Ferras luchó toda su vida contra la depresión. Se suicidó en 1982.